# 33205 Graigmarx
33205 Graigmarx este o planetă minoră (asteroid), cu un diametru de 7,042 km, din centura de asteroizi. A fost descoperită pe 20 martie 1998 la Experimental Test Site⁠(d) de Lincoln Near-Earth Asteroid Research. 
Obiectul prezintă o orbită caracterizată de o semiaxă mare de 3,1167919 UAi, o excentricitate de 0,1, o înclinație de 0,4534 ° în raport cu ecliptica.